# Vodikove anorganske spojine
Vodik je nekovina, pri kateri obstaja ogromno anorganskih spojin. Večino od tega zavzemajo kisline in razni hidroksidi. Za lažjo predstavo je v tem članku še seznam vodikovih anorganskih spojin. Na njem so naštete le nekatere spojine, iz katerih so izključeni vsi hidroksidi kovin in tudi katere druge spojine.

## Seznam

### A
- Aluminijev hidrid-AlH3,
- Antimonov(III) hidrid-SbH3,
- Amonijak-NH3,
- Arzenov hidrid-AsH3,

### B
- Belinkin-H2O2,
- Berilijev hidrid-BeH2,
- Bizmutov hidrid-BiH3,
- Boraks-H3BO3,
- Borobenzen-C5H5B
- Bromova(I) kislina-HOBr,
- Bromova(V) kislina-HBrO3,
- Bromovodikova kislina-HBr

### C
- Cinkov borohidrid-Zn(BH4)2,

### D
- Dekaboran-B10H14,
- Diazen-N2H2,
- Difosfan-P2H4,
- Dižveplova kislina-H2S2O8,
- Dušikova(II) kislina-HNO2,
- Dušikova(III) kislina-HNO3,

### F
- Fluoroantimonova kislina-HSbF6,
- Fluoroborova kislina-HBF4,
- Fluorofosforjeva kislina-HPF6,
- Fluorosilicijeva kislina-H2SiF6,
- Fluorotitanova kislina-H2TiF6,
- Fluorovodikova kislina-HF
- Fosfonska kislina-H3PO3,
- Fosforjeva(I) kislina-H3PO2,
- Fosforna kislina-H3PO4,

### G
- Galijev hidrid-GaH3,
- Germanijev hidrid-GeH4,

### H
- Hidrazin-N2H4,

### J
- Jodov hidrid-HI,

### K
- Kalcijev hidrid-CaH2,
- Kalijev hidrid-KH,
- Karboran-H2C2B10H10,
- Klorova(I) kislina-HClO
- Klorova(III) kislina-HClO2,
- Klorova(V) kislina-HClO3,
- Klorova(VII) kislina-HClO4,
- Klorovodikova kislina-HCl,

### L
- Litijev borohidrid-LiBH4,
- Litijev hidrid-LiH,
- Litijevo aluminijev hidrid-LiAlH4,

### M
- Mestasilicijeva kislina-H2SiO3,

### N
- Natrijev borohidrid-NaBH4,
- Natrijev hidrid-NaH,

### P
- Pentaboran-9-B5H9,
- Pentaboran-11-B5H11,
- Pirofosforjeva kislina-H2P2O7,

### S
- Selenovodik-H2Se,
- Selenova kislina-H2SeO4,
- Silan-SiH4,
- Stanan-SnH4,

### T
- Telurjeva(VI) kislina-H2TeO4,
- Tetraboran-B4H10,

### V
- Vodikov cianid-HCN,
- Vodikov sulfid-H2S,
- Vodikov telurid-H2Te,

### Ž
- Žveplasta kislina-H2SO3,
- Žveplena kislina-H2SO4,
- Žveplova kislina-H2SO5,